# Ernst Widegren
Ernst August Widegren, född 10 maj 1850 i Oskarshamn, död 1906 i Stockholm, var en svensk musiker, tidningsman, bokförare, målare och tecknare.
Han var son till grosshandlaren Isac Fredrik Widegren och Ulla Ljungberg och från 1881 gift med Anna Hilda Carolina Elmqvist. Widegren studerade vid Musikaliska akademien 1868–1873 och var musiksergeant vid Kungliga Livregementets husarer 1870–1873. Han studerade konst för Wilhelm Jaensson, Victor Forssell och Karl Konrad Simonsson och medarbetade efter sina konststudier under signaturen Widis i Söndags-Nisse. Efter att han slutat vid regementet anställdes han 1873 som kontrollör och bokförare vid Aftonbladet i Stockholm.